# Palacio Het Loo
El palacio Het Loo (en neerlandés: Paleis Het Loo, [pɑlˈɛi̯s ˌɦɛt ˈloʊ̯], «Palacio del bosque») es una residencia real de los Países Bajos. Se encuentra en Apeldoorn, y fue construida entre 1684 y 1686 para el estatúder Guillermo III (futuro rey de Inglaterra). Fue obra conjunta de los arquitectos Jacob Roman, Johan van Swieten y Daniel Marot.
El palacio se construyó inicialmente con el objetivo de ser un pabellón de caza. La línea del edificio muestra claramente la influencia del clasicismo francés, con unas líneas sobrias y simétricas que buscaban una cierta armonía del conjunto sin caer en la ostentación ni la artificiosidad. Del conjunto palaciego destaca especialmente el jardín, proyectado por Daniel Marot, quien se inspiró claramente en Versalles, sobre todo en la parte alta, configurada de forma radial a partir de un eje central, aunque la parte baja del jardín presentaba un conjunto de setos y arboledas típicamente holandés. El diseño de parterres se inspiraba en modelos franceses, pero se alejaba de estos por sus formas más simétricas y un espíritu más sobrio y severo, con la unión de las zonas ornamentales de los arriates con bandas de césped.
En 1960 la reina Guillermina manifestó su intención de ceder el palacio al estado neerlandés tras su muerte, hecho que se produjo en 1962. Tras una cuidadosa restauración (1876-1982), se inauguró en 1984 un museo estataldedicado a la Casa de Orange-Nassau, así como el Museum van de Kanselarij der Nederlandse Orden (Museo de la Cancillería de las Órdenes de Caballería Neerlandesas).
En 1990, fue incluido entre los 100 mejores sitios del patrimonio neerlandés.